# Stuppicht
Stuppicht (en luxembourgeois : Stuppecht ) est une localité de la commune luxembourgeoise de Fischbach située dans le canton de Mersch.